# Климов, Иван Фролович
Ива́н Фро́лович Кли́мов (родился 10 сентября 1903 года в Костюковцах в Могилевской губернии — умер 9 октября 1991 года в Минске) — советский партийный и государственный деятель.

## Биография
С 1923 года он был активистом профсоюза и комсомола, а с 1925 года был партийным деятелем, с 1931 года работал в ЦК Коммунистической Партии (большевиков) Беларуси.
В 1936 году был преподавателем Республиканской школы пропагандистов партии при ЦК КП(б)Б, затем директором этой школы, затем в 1940-х годах он был директором партийных курсов при ЦК КП(б)Б, в октябре 1940 года он был 1-м секретарем обкома КП(б)Б в Вилейке. В 1941 году был политическим офицером Красной Армии (в 13 армии). Отвечал за эвакуацию гос. имущества  из Могилева, согласно плану подписанному зам. по тылу 13  армии. Встречался в июле  1941 года с директором музея Мигулиным, по вопросу эвакуации ценностей, в том числе Креста Ефросинии. В 1941—1942 годах был секретарем областного комитета Коммунистической Партии (большевиков) Узбекистана по работе с кадрами.
С 28 мая 1943 года до июля 1944 года был 1-м секретарем Виленского подпольного областного комитета КП(б)Б. После освобождения Вилейки летом 1944 года вновь вступил в должность 1-го секретаря Молодечненского областного комитета КП(б)Б; в 1949 году заочно окончил Высшую партийную школу при ЦК ВКП(б).
С 18 февраля 1949 год по 4 февраля 1976 года он был членом ЦК КП(б)Б, в 1951—1952 годах — слушатель курсов при ЦК ВКП(б), с 1952 год по август 1953 год — 1-й секретарь областного комитета КП(б)Б в Барановичах, с августа 1953 год до 1962 года — 1-й заместитель председателя Совета Министров Белорусской ССР и одновременно в 1955—1960 годах — член Бюро ЦК КП(б)К. В 1961 год был министром по инвентаризации Белорусской ССР, в 1962—1968 годах — заместитель председателя Совета Министров Белорусской ССР, а 1968—1974 годах — заместитель председателя Президиума Верховного Совета Белорусской ССР.
С 1974 года был научным сотрудником Института истории партии при ЦК КПБ, с 6 февраля 1976 года — член Ревизионной Комиссии КПБ, а с 1980 года — председатель Комиссии по делам бывших партизан и активистов подполья в Президиуме Верховного Совета Белорусской ССР.
В 1980 году получил звание Заслуженного деятеля культуры Белорусской ССР.